# United World Wrestling
United World Wrestling (UWW) er det internationale styrende organ for sporten brydning; dets opgaver omfatter tilsyn med brydning under sommer-OL. Det præsiderer over internationale konkurrencer for forskellige former for brydning, herunder Græsk-romersk brydning, fribrydning for mænd og kvinder, såvel som andre. UWW flagskibetsbegivenhed er Wrestling World Championships. Forbundet var tidligere kendt som FILA (fransk: Fédération Internationale des Luttes Associées), men fik sit nuværende navn i september 2014.

## Discipliner
I 2016 lavede UWW regler og bestemmelser, og stod for internationale konkurrencer i følgende wrestling stilarter:
Olympiske stilarter
- Græsk-romersk brydning
- Fribrydning (Mænd & Kvinder)

Associerede stilarter
- Grappling
  - Kæmper Gi
  - Kæmper No-Gi
- Strandbrydning
- Amatør pankration
- Bælte wrestling Alysh
- Pahlavani wrestling